# Луи Широн
Луи Широн (на френски: Louis Chiron) е пилот от Формула 1.
Роден на 3 август 1899 година в Монте Карло, Монако.

## Формула 1
Луи Широн прави своя дебют във Формула 1 в Голямата награда на Великобритания през 1950 година. В световния шампионат записва 19 състезания, като записва един подиум и четири точки.